# Serghei Țvetcov
Serghei Țvetcov (kyrillisch Сергей Цветков; * 29. Dezember 1988 in Chișinău, Republik Moldau) ist ein rumänischer Radrennfahrer

## Karriere
Bevor er seinen ersten Profivertrag unterschreiben konnte, machte Serghei Țvetkov bereits durch den Gewinn des moldauischen Meistertitels im Einzelzeitfahren im Jahr 2007 auf sich aufmerksam. Damals ging er für das französische Vereinsteam EC Mayenne an den Start.
Ab 2008 fuhr Țvetkov für das rumänische Continental Team Olimpic Team Autoconstruct und konnte bislang die beiden Eintagesrennen Cupa Capitalei und Cupa Stirom in Rumänien für sich entscheiden, die allerdings nicht in eine Kategorie der UCI eingestuft sind. Außerdem wurde er Dritter bei den moldauischen Meisterschaften im Einzelzeitfahren. Ab 1. Januar 2014 fuhr er mit einer rumänischen Lizenz und wurde im Jahr darauf zweifacher rumänischer Meister, im Einzelzeitfahren und im Straßenrennen.
2016 wurde Serghei Țvetkov für die Olympischen Spiele nominiert, konnte das Straßenrennen aber nicht beenden. 2017 gewann er als Mitglied des Teams Jelly Belly-Maxxis die Einzelwertung der UCI America Tour 2017. 2018 entschied er die Gesamtwertungen der Tour de Korea und der Rumänien-Rundfahrt für sich.

## Erfolge
2007
- Moldauischer Meister – Einzelzeitfahren

2009
- Moldauischer Meister – Einzelzeitfahren

2014
- eine Etappe Tour of the Gila

2015
- Rumänischer Meister – Einzelzeitfahren
- Rumänischer Meister – Straßenrennen
- eine Etappe Tour of Szeklerland

2016
- Rumänischer Meister – Einzelzeitfahren
- Rumänische Meisterschaft – Straßenrennen

2017
- eine Etappe und Bergwertung Colorado Classic
- Einzelwertung UCI America Tour 2017

2018
- eine Etappe Tour of the Gila
- Gesamtwertung und eine Etappe Tour de Korea
- eine Etappe und Punktewertung Tour de Beauce
- Chrono Kristin Armstrong
- Gesamtwertung und eine Etappe Rumänien-Rundfahrt

2019
- eine Etappe Tour of the Gila
- eine Etappe Tour de Beauce
- Rumänischer Meister – Einzelzeitfahren
- Chrono Kristin Armstrong
- Bergwertung Rumänien-Rundfahrt

2020
- eine Etappe Tour of Szeklerland
- Rumänischer Meister – Einzelzeitfahren

2021
- Rumänischer Meister – Straßenrennen
- Rumänischer Meister – Einzelzeitfahren

2023
- Rumänischer Meister – Straßenrennen

## Teams
- 2008 Olimpic Team Autoconstruct
- 2009 Tusnad Cycling Team (ab 1. Juli)
- 2010 Tusnad Cycling Team
- 2012 Team Exergy
- 2013 Jelly Belly-Kenda
- 2014 Jelly Belly-Maxxis
- 2015 Androni Giocattoli-Sidermec
- 2016 Androni Giocattoli-Sidermec
- 2017 Jelly Belly-Maxxis
- 2018 UnitedHealthcare Professional Cycling Team
- 2019 Floyd’s Pro Cycling
- 2020 Team Sapura Cycling
- 2021 Wildlife Generation Pro Cycling